# Вила д’Есте
Вила д’Есте (итал. villa d'Este) налази се у Тиволију, у близини Рима, Италија, и потиче из 16. века. Као јединствен пример ренесансне архитектуре и италијанског врта уписана је на UNESCO-в списак места Светске баштине.

## Историја
Вилу д’Есте наручио је кардинал Иполито II д’Есте, други син Алфонса I и Лукреције Борџије, унук папе Александра VI. Есте је била господарска породица из Ферара још од 1393. године и њени чланови били су познати као велики покровитељи уметника и хуманистичких научника ренесансе. Као други син, Иполито је био предодређен за црквену каријеру; био је именован за надбискупа Милана када је имао свега десет година. Са 27 година послат је на француски двор, где је постао саветник француског краља Франсое I, а 1540. године постао је члан Краљевог приватног савета. Са навршених 30 година, а по захтеву краља, Иполито је именован кардиналом од стране папе Павла III. Захваљујући својим црквеним и краљевским везама, он је постао један од најбогатијих кардинала тог времена, са просечним годишњим приходом од око 120.000 скудија. Био је велики покровитељ уметика, подржавајући, између осталих, вајара Бенвенута Челинија, музичара Пјерлуиђија да Палестрину и песника Торквата Таса. Иако су његови приходи били изузетно велики, он је увек био у дуговима. Нови француски краљ, Анри II, послао га је као изасланика у Рим, где је Иполито играо велику улогу у друштвеном и политичком развоју града. Сматрао је да је предодређен да буде папа, па је користио сав свој новац и утицај како би испунио тај циљ, али, у време реформације и Тридентског сабора, његов екстравагантни стил живота радио је против њега. Његова прва кандиддатура за папску позицију 1549. године, подржана од стране француског краља, била је блокирана од стране хабзбуршког цара. Д’Есте је одмах повукао своју кандидатуру, подржао хабзбуршког кандидата и био је награђен од стране Савеза Кардинала. Они су му 3. децембра 1549. године, заједно са папом Јулијем III, дали доживотну титулу гувернера Тиволија. Ова нова титула одговарала је Д’Естеу, пошто је већ био страствени колекционар старина, а то му је дало и надлежност над Хадријановом вилом и другим локалитетима који су тек били ископани. Међутим, он није потпуно одустао од своје амбиције да постане папа. Наиме, кандидовао се још пет пута, али никада није био изабран.
Тиволи је још од римских времена био популарна летња резиденција, због надморске висине, нижих температура и близине Хадријанове виле, летње резиденције цара Хадријана. Позиција гувернера дошла је заједно са званичном резиденцијом. Он је добио некадашњу бенедиктинску вилу, изграђену у 9. веку на месту старије римске виле, а 1256. године она је дата фрањевачком реду. Вила није била довољно велика за огромно домаћинство истакнутог Д’Естеа, али је имала спектакуларан поглед на природу испод, укључујући и Хадријанову вилу, а имала је и могућност за богато природно снабдевање водом за фонтане и вртове. Д’Есте је позвао Пира Лигорија, класичара који је студирао Хадријанову вилу и друга римска места у близини, и наложио му да направи планове за нову вилу и врт који ће премашити све што су Римљани изградили, а мермер и украсне скулптуре биће обезбеђени из рушевина Хадријанове виле.
Земљиште је било спремно и градња је требало да почне крајем 1550. године, међутим, кардинала су у овој намери ометале разне дипломатске мисије; био је позван у северну Италију како би окончао рат у Парми, а онда послат Анрију II на мисију у Сијени. У Тиволи се вратио тек на лето 1555. године. Међутим, оптужен је за симонију од стране папе Павла IV и био је прогнан. Папа је умро 1559. године, а нови папа, Пије IV, рехабилитовао је Д’Естеа и вратио му титулу гувернера. Изградња је почела када се он вратио у Тиволи јула 1560. године. Након 9 година градње, било је потребно још простора, па га је Иполито обезбедио рушењем кућа, јавних објеката и путева. Локални становници су 1568. године били поднели дванаест различитих тужби против кардинала, али га то није спречило да настави градњу. Између 1563. и 1565. године, огромна количина земљишта била је ископана и искоришћена за конструкцију нових тераса, аркада, пећина и ниша. Оближња река Анијен преусмерена је како би се обезбедила вода за сложени систем базена, млазова воде, канала, фонтана и каскада. Стрма падина врта, са више од 45 метара од врха до дна, представљала је посебан изазов. Ископани су канали и положено је преко 200 метара подземних цеви које треба да носе воду од вештачке планине, испод овалне фонтане па до остатка врта. Поштујући естетске принципе ренесансе, врт је пажљиво био подељен у регуларне јединице или одељке, свака по 30 метара у пречнику, постављених дуж главне лонгитудиналне осе, са пет бочних оса.
Планови за саму вилу били су извршени под руководством Алберта Галванија, архитекте и инжењера из Фераре, дворског архитекте породице Есте. Главни сликар амбициозних унутрашњих декорација био је Ливио Агрести из Форлија. Године 1565. и 1566. тим сликара под вођством Ђиролама Муцијана и Фредерика Зукарија започео је са радом на декорацији ентеријера виле. Ове друге, 1566. године, кардинал се по пети пут кандидовао за папску титулу, али је поново поражен и нови папа Пије V забранио му је да се кандидује за било какву позицију, па се Иполито поново посветио декорацији своје виле. Нови тимови сликара и зидара радило је на задатку између 1567. и 1572. године под вођством Ђиролама Муцијана, Ливија Агрестија, Чезареа Небије, Дурантеа Албертија, Метеа Неронија и Фредерика Зукарија. Њима су се придружили и вајари Ђовани Батиста дела Порта, Пирино дел Галглијардо, Ђовани Маланка, Пјер де ла Моте, керамичари и мозаичари, као и инжењери фонтана под вођством Пира Лигорија, оригиналног дизајнера пројекта, који се 1567/8. године вратио да заврши посао.
Рад на пројекту почео је полако да успорава 1569. године, вероватно због финансијских потешкоћа кардинала, који се више није ни надао да ће бити изабран за папу и изгубио је своје уносне француске позиције. Он је све више и више времена проводио у вили, читајући и састајући се са водећим песницима, уметницима и филозофима ренесансе. У лето 1572. године забављао је једног веома важног госта - папу Гргура XIII. Како би се припремио за ову посету, кардинал је преуредио горње спратове виле и пожурио завршетак змајеве фонтане. Пријем за папу коштао га је више од 5.000 скудија, што га је присилило да заложи своје сребро и друге драгоцености. Убрзо након пријема, дана 2. децембра те године, кардинал је умро у Риму и сахрањен је у једноставном гробу у цркви одмах поред виле.

### Вила у каснијим годинама
Од 1550. до његове смрти 1572. године, када је вила била скоро довршена, кардинал д’Есте је створио дворски амбијент окружен спектакуларним терасастим вртом у касно-ренесансном маниристичком стилу, који је потпуно искористио предност локације на падини уз иновативно решење проблема дотока довољне количине воде потребне за бројне каскаде, базене, канале, цистерне и фонтане (giochi d'acqua). Крајњи резултат је била прва од многих вила у околини Рима изграђених у 17. веку (Вила Ланте, Вила Фарнесе у Капрароли, Вила Алдобрандини и Вила Торлонија у Фраскати). Овакво планирање врта с воденим структурама у фантастичној мешавини архитектонских елемената и полудивљe природе имало је снажан утицај на европски вртни урбанизам и касније је копирано у бројним грађевинама од Португала до Пољске.
Смрћу Иполита 1572. године, вила и врт прешли су у власништво његовог нећака, кардинала Луиђија (1538—1586), који је наставио рад на неким од недовршених фонтана и вртова, али се борио са великим трошковима одржавања. Након његове смрти 1586. године, вила је прешла у власништво кардинала Ђакона светог колеџа, који није много марио за њу. Године 1599. вила је поново враћена породици Есте, а овога пута је њом управљао кардинал Алесандро д’Есте (1538—1624). Алесандро је имао енергију и амбицију свог претка, па је спровео велико реновирање вртова и водоводних система, а изградио је и нови систем фонтана у доњем врту. Он је такође убедио папу Гргура XV да формално прогласи вилу као власништво породице Есте. Његови наследници, војводе од Модене, даље су допуњивали вртове; Франческо I (1629—1641) обновио је многе трошне објекте и почео је садњу дрвећа у претходно незасађеним деловима врта; кардинал Риналдо наручио је две нове фонтане од Ђан Лоренца Бернинија 1660/1. године. Међутим, после 1695. године, породица Есте није била у стању да подржи високе трошкове одржавања виле, коју је ретко користила и која није давала никаква примања. Вила је била у дугој стагнацији, запостављане су виле и вртови у којима је хидраулика пропала, а многе скулптуре које је скупио Иполито д’Есте разнесене су на друге локације и продате разним колекционарима. Године 1796. припала је Хабзбурговцима, након што ју је Ерцоле III д’Есте, војвода Модене оставински проследио Марији Беатриче д’Есте, супрузи Надвојводе Фердинанда I Хабсбуршког. Она је и даље била у великој мери запостављана и чак два пута окупирана од стране француских војника, који су однели већину украса који су били преостали.
Сликовито пропадање рушевне виле, који су забележили бројни сликари (нпр. Карл Блехен), зауставио је кардинал Густав фон Хохенлохе, који је био власник виле у периоду 1850—1896. године. Он је обновио оронулу вилу, поновно оживео вртове и организовао концерте. Вила је поново привукла пажњу уметника, музичара и писаца. Композитор Франц Лист посетио је вилу неколико пута између 1865. и 1885. године и написао два комада — Les jeux d'eau a la Villa d'Este и I Cipressi — која је посветио вили д’Есте.
Након Првог светског рата вилу д’Есте је купила италијанска држава која је започела велику рестаурацију 1922. године, приликом чега су јој враћене слике из Државне галерије у Риму. Вила је претрпела штету током бомбардовања 1944. године у Другом светском рату, а многи зидови били су деградирани у послератним годинама због загађења животне средине, али је кампања за рестаурацију и заштиту успела да сачува познате карактеристике виле и вртова. Жан Гариг је својом збирком песама Шетња воденим парком виле д’Есте (1959) само наставио дугу традицију песништва инспирисаног њеним вртовима, а Кенет Енгер је у њеном врту снимио филм Eaux d'Artifice. Чувени водотоци који нису дуго функционисали обновљени су последњих година и данас привлаче велику пажњу посетилаца.
У вили д’Есте се такође налази и образовни музеј античких књига (Museo Didattico del Libro Antico).

## Вила

### Кардиналове одаје
- Детаљ дрвене таванице у спаваћој соби Иполита д’Естеа
- Поглед из кардиналових одаја
- Приватна кардиналова капела

### Доњи спрат
- Декорација Прве Албунејине дворане
- Фреске у Нојевој дворани
- Аполонов тријумф, Друга Албунејина дворана
- Дворана славе
- Дворана лова
- Фреска „Синод богова” на плафону Дворане фонтана
- Фреска Херкулове добродошлице у Олимп на плафону Херкулове дворане
- Фреска на плафону Друге Албунејине дворане са сценама из митологије и римске историје

## Вртови и фонтане
- Нептунова фонтана испод Органове фонтане
- Фонтана малог Рима
- Каскаде Овалне фонтане које се од јајастог базена спуштају у велики базен испред рустикалног нимфеума
- Фонтана сове
- Фонтана Дијане од Ефеса или „Мајке Природе”

### Тераса ()
- Тераса или Vialone, на врху вртова
- Триподова фонтана са погледом на врт испод
- Двострука лођа која обезбеђује приступ свечаним просторијама; тераса за кардиналове одаје изнад
- Cenacolo, или Gran Loggia, на крају Терасе

### Горњи врт
- Фонтана великог пехара и кардиналова лођа
- Фонтана великог пехара, поглед са Терасе
- Маска која пљује воду у Помониној пећини
- Пегазова фонтана

### Овална фонтана ()
- Овална фонтана
- Овална фонтана, поглед с Терасе
- Статуа сибиле Албунеје над фонтаном и вештачке планине иза ње

### Стотину фонтана ()
- Стотину фонтана
- Маска која пљује воду
- Детаљ
- Д’Есте орао међу фонтанама

### Фонтана малог Рима ()
- Статуа малог Рима, минијатура древног Рима
- Брод са јарболом у облику обелиска, симбол острва Тибуртине у Тибару; изнад статуа Рима Победника
- Статуе које симболизују реку Анијен (лево) и Апенинске планине (десно)

### Фонтана змајева ()
- Млаз фонтане змајева, гледано одоздо
- Четири змаја
- Делфин у фонтани змајева
- Фонтана змајева гледана одозго

### Фонтана сове ()
- Мозаична декорација на стубу која описује златне јабуке Хесперида
- Двориште фонтане сове
- Фонтана сове. Неке од оригиналних скулптура замењене су исечцима

### Прозерпинина фонтана ()
- Степениште од фонтане сове до Прозерпинине фонтане, са фонтаном малог Рима која се види изнад
- Прозерпинина фонтана

### Фонтана дел’Органо
Фонтана органа је једно од најпознатијих обележја врта, а била је описивана и копирана широм Европе током времена. Рад на зидарској конструкцији почео је 1566. године, а пројектом су руководили француски инжењер Лик Леклер и његов нећак Клод Вернар. Након смрти Леклера, Вернар је осмислио генијални механизам воденог органа који је инсталирао 1571. године.
Фонтана је била прва такве врсте у свету и изазивала је изненађење код свакога ко је чуо за њу. Када је папа Гргур XII посетио вилу 1572. године у пратњи свог двора кардинала и принчева, инсистирао је да завири у унутрашњост фонтане јер је мислио да неко прикривено изнутра производи музику.
Масовни зидарски лук иза фонтане, познат као водени дворац или castellum aquae скрива резервоар и хидрауличну машинерију фонтане. Оригинални дизајн садржао је пећину у ниши лука са погледом на 22 цеви органа. Статуа „Мајке Природе” или „Ефешке Дијане” била је постављена испред лука 1569. године; данас она има своју фонтану у доњем врту.
Вода која ствара музику долази прво до воденог дворца. Пролази прво кроз серију вртлога, који је мешају са ваздухом; затим пада низ цев у „camera aeolia” или ваздушну комору, где се ваздух и вода раздвајају; вода окреће точак, ротирајући тако цилиндар који отвара вентиле за 22 цеви, тако да ваздух може да прође кроз цеви и створи музику.
Оригиналне перформансе фонтане почињу звуком двеју трубе које држи статуа Славе на самом карнижу фонтане. Онда долази музика, попут мадригала свираних на четири или пет цеви; након тога долази врхунац: „Потоп”, каскаде воде са врха фонтане и млазови воде излазе из фонтане. Ово је праћено звуком рога кога држи Тритон у фонтани; рог труби наизменично - најпре тихо, потом гласно, па опет тихо.
Механизам фонтане био је изузетно осетљив и захтевао детаљно и континуирано чишћење и одржавање. Фонтану је обновио кардинал Алесандро д’Есте почетком 18. века, који је додао белог Д’Естеовог орла на врх воденог дворца и украсио фасаду статуама Орфеја и Аполона, каријатидама и крилатим Викторијама. Сам орган је такође био потпуно преправљен. Добио је нову клавијатуру са ширим спектром нота и био је смештен у октагонални киоск са куполом. Надаље је орган још неколико пута обнављан, али се крајем 18. века покварио и није било могуће поправити га.
Године 2003, после дуге и деликатне обнове, орган је поново био у стању да производи музику. Оригинална ваздушна комора и резервоар за стварање вирова су задржани, а остатак механизма замењен је новим машинеријама и новим материјалима, пратећи притом изворне принципе. Орган сада има 144 цеви, а контролисан је од стране цилиндра, који води воду, која може да одсвира четири дела касне ренесансне музике за укупно четири минута.
- Детаљ фонтане органа
- Фонтана органа са својим воденим замком (Castellum aqua) иза
- Киоск у коме се налази клавијатура воденог органа
- Статуа Аполона на фасади воденог замка

### Нептунова фонтана () и рибњаци ()
Одмах испод фонтане органа, примајући воду из горње фонтане, налази се Нептунова фонтана, дело створено током 20. века да замени претходно обележје врта чије се стање погоршало.
Простор је првобитно био под каменом каскадом, коју је у 17. веку направио Ђан Лоренцо Бернини, а по наруџбини кардинала Риналда д’Есте. Ова камена каскада била је подлога за бочне осе врта, а остала је недовршена током Иполитовог живота. Бернинијев план укључивао је водопад од фонтане органа који је прескакао преко сибилине пећине, који је потом падао низ камениту падину до језера украшеног гребенима и статуама. Две додатне каскаде улазиле су у језеро са стране. Бернини је дизајнирао каскаде тако да производе громогласан звук пада воде. Ове његове каскаде копиране су у другим вртовима, како у Италији, тако и у Енглеској. Нажалост, оне су биле готово занемарене током наредна два века и постале суве, трошне и обрасле вегетацијом. Током 1930-их, архитекта Атилио Роси створио је данашњу фонтану, користећи оно што је преостало од Бернинијевих каскада. Насупрот зиду сибилине пећине он је изградио правоугаоне базене са моћним млазовима воде, са најјачим млазом у центру. На средини фонтане била је пећина од испод водопада па до фонтане органа; пећина је садржала торзо Нептуна из 16. века, која је била намењене недовршеној фонтани мора.
Три рибњака пресецају врт код Нептунове фонтане. Они су првобитно имали сврху да обезбеде свежу рибу, патке и лабудове за кардиналову трпезу и такође, према плану Пира Лигорија, требало је да они повезују две фонтане - фонтану органа и фонтану мора. У центру рибњака Лигорио је планирао да стави још једно, централно језерце, са монументалном фонтаном. Међутим, када је Иполито умро 1572. године, била су завршена само два рибњака. Током касног 16. века рибњаци су били повезани са 16 високих пиластера у облику Хермеса који су распршавали воду у облику лепезе, стварајући тако мноштво дуга током сунчаних дана.
Године 1632. војвода од Модене, у чијем је власништву била вила, потпуно је преправио рибњаке, уклонио пиластере и заменио их са осам педестала са вазама које су куљале воду, а додао је и 24 велике посуде у којима је било различитих агрума. Рибњаци данас служе пре свега као живописни први план за каскаде и Нептунову фонтану.
- Нептунова фонтана са рибњацима испред
- Нептунова фонтана
- Ивичњак рибњака
- Рибњаци, поглед са фонтане органа

## Вила д’Есте у уметности
Вила д’Есте привукла је кроз векове велики број значајних уметника који су ово архитектонско ремек-дело ставили на папир или платно. Бројне слике које приказују вртове око виле настале су превасходно током ренесансе и у 19. веку. Као резултат тога, карактеристике вртова виле биле су инспирација за бројне вртове широм Европе, од Енглеске до Русије. Током ренесансе, врт је виђен као спој класичне уметности и нове технологије, али до краја 18. века, када је врт био зарастао и напуштен, помогао је стварању слике живописног романтичарског врта.
- Вртови виле д’Есте, Ђовани Батиста Пиранеси (1761)
- Авенија чемпреса у вили д’Есте, Жан-Оноре Фрагонар (1774)
- Цртеж овалне фонтане, Ибер Робер (1733-1808)
- Вила д’Есте, Вилијам Тарнер (око 1796)
- Вила д’Есте, Пјер-Атанез Шовен(1811)
- Вртови виле д’Есте, Жан-Батист Камиј Коро (1843)